# Nymphopsis acinacispinatus
Nymphopsis acinacispinatus là một loài nhện biển trong họ Ammotheidae. Loài này thuộc chi Nymphopsis. Nymphopsis acinacispinatus được miêu tả khoa học năm 1933 bởi Williams.